# Austin 7 hp
O Austin 7 hp foi um pequeno automóvel que foi designado pela fabricante britânica Austin Motor Company, e construído pela Swift Motor Company por dois anos de 1909 a 1911. Ele foi introduzido ao público em novembro de 1909 no London Motor Show no Olympia. O modelo foi comercializado por ambas as empresas Austin e Swift; um total de 1,030 unidades foram produzidas, sendo 162 pela Austin.

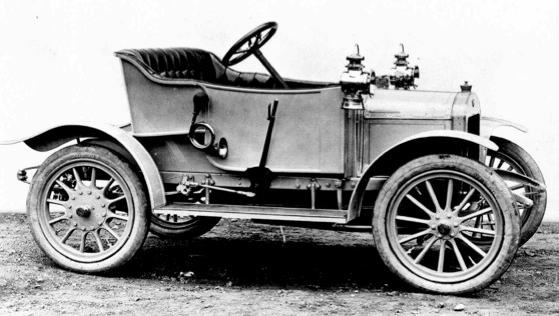
Austin 7 hp

O 7 hp foi equipado com motor de um cilindro, provindo do motor do modelo Austin 18/24. Este motor de 1 099 centímetros cúbicos (67,1 polegadas cúbicas) produzia 9 cavalos-vapor (6,62 quilowatts) à 1300 rpm.
O veículo foi vendido por £150 mas não teve sucesso, e a produção foi encerrada após dois anos.